# Ати
Ати (на френски: Ati) е град в Чад, административен център на регион Бата. Намира се на 278 мили източно от столицата Нджамена. Градът има население 25 000.